# Sphaerella weinmanniae
Sphaerella weinmanniae är en svampart som beskrevs av Cooke 1886. Sphaerella weinmanniae ingår i släktet Sphaerella och familjen Mycosphaerellaceae.   Inga underarter finns listade i Catalogue of Life.